# Jüdische Gemeinde Gürzenich
Die Jüdische Gemeinde Gürzenich war eine jüdische Gemeinde im Dürener Stadtteil Gürzenich.
Die Synagogengemeinde Gürzenich, zu der auch Gey, Derichsweiler und Birgel gehörten, ist typisch für die ländlichen Synagogengemeinden im Kreis Düren. 
Schon seit 1653 hatten in Gürzenich Juden gelebt, gearbeitet, Handel getrieben, Familien gegründet und waren schließlich auf dem jüdischen Friedhof beigesetzt worden. Seit Mitte des 18. Jahrhunderts besaßen mehrere jüdische Familien in Gürzenich einen dauerhaften Wohnsitz. Ihre Anzahl lag bis 1933 nahezu konstant bei 40 bis 60 Personen. Sie waren für ihr deutsches Vaterland genauso selbstverständlich in den Krieg gezogen, verwundet und mit Orden ausgezeichnet worden wie ihre nichtjüdischen Altersgenossen. Und sie waren für Deutschland gestorben, wie der 20-jährige Josef Heumann aus Gürzenich, der im „Gedenkbuch für die jüdischen Gefallenen des deutschen Heeres, der deutschen Marine und der deutschen Schutztruppen 1914–1918“, herausgegeben vom Reichsbund jüdischer Frontsoldaten, verzeichnet ist.
Eine Reihe Gürzenicher Juden ist von Holland aus noch in die Vernichtungslager deportiert worden.
Anzahl Juden in Gürzenich:
- 1857 = 49
- 1872 = 62
- 1895 = 58
- 1905 = 44
- 1911 = 56
- 1933 = 50